# Mapo Harbour
Der Mapo Harbour ist eine Nebenbucht der Marian Cove von King George Island im Archipel der Südlichen Shetlandinseln. Sie liegt östlich des North Spit auf der Südseite der Weaver-Halbinsel.
Südkoreanische Wissenschaftler benannten sie 2012 nach dem Hafenviertel Mapo-gu am Hangang in Südkoreas Hauptstadt Seoul.